# اوسماته
اوسماته (به ایتالیایی: Osmate) یک کومونه در ایتالیا است که در استان وارزه واقع شده‌است.

## خصوصیات
اوسماته ۳٫۴ کیلومترمربع مساحت و ۵۵۰ نفر جمعیت دارد.